# Daniele de Strobel
Pour les articles homonymes, voir Strobel.
 (juillet 2025).
Daniele de Strobel (né à Parme le 30 mars 1873 – mort à Camogli le 8 juin 1942) est un peintre italien.

## Biographie
Daniele de Strobel est le fils cadet du naturaliste, paléontologue et homme politique Pellegrino Strobel, issu de la famille aristocratique Ströbel von Haustadt und Schwanenfeld du Tyrol arrivée à Parme sous le ducat de Marie-Louise d'Autriche. 
Daniele de Strobel montre dès l'enfance des aptitudes artistiques, ce qui incite ses parents à l'inscrire à l'Accademia di Belle Arti di Parma (it), où il a comme maître Cecrope Barilli.
Afin de compléter ses études, il se rend à Rome où il fréquente les cours de l'école du nu de l'Académie de France et le Regio Istituto di Belle Arti où il fait la connaissance d'Antonio Mancini et d'Amedeo Bocchi.
Il peint essentiellement à l'huile sur toile des scènes où l'action, le mouvement, la force, la violence est transcrite avec réalisme dans une naturelle tranquillité sur des tableaux souvent de grande taille. 
Entre 1904 et 1908 il réalise de nombreux tableaux dont les sujets sont inspirés de l'histoire médiévale : La leggenda di Teodorico et Faida in Comune.
Il peint aussi des portraits dont certains sont conservés à la Cassa di Risparmio di Parma e Piacenza, à la Banca Monte Parma ainsi qu'à la Pinacothèque Stuard.
Les sujets préférés de Daniele de Strobel sont les animaux, le cheval en particulier, ainsi, entre 1925 et 1940, il fait le portrait des chevaux ayant remporté la course hippique de San Siro. 
En 1925 il enseigne à l'Accademia di Brera et s'établit à Milan.
Daniele de Strobel meurt à Camogli en 1942.

## Œuvres

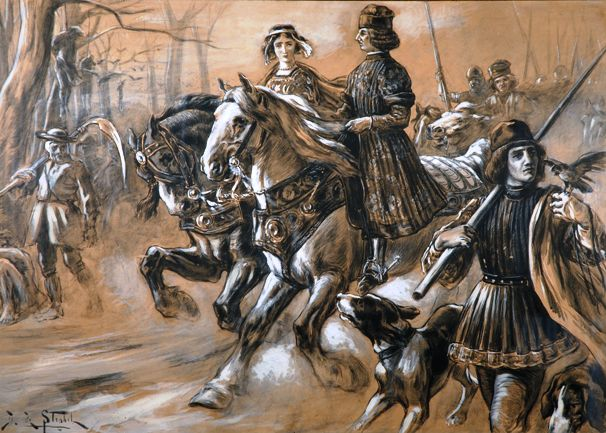
Parma sotto gli Sforza (1907).

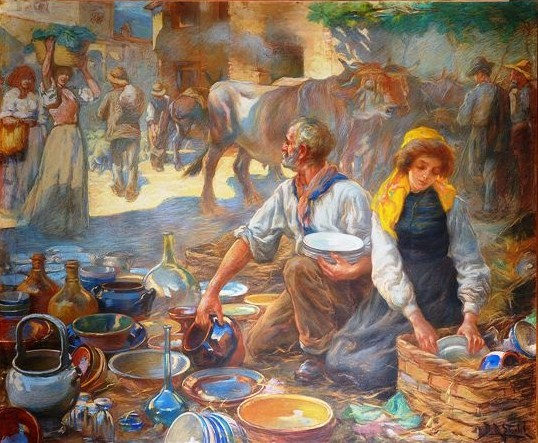
Il mercante di stoviglie (1908).

- Il mercante di stoviglie (1908), huile sur toile, palazzo municipale, Fidenza,
- Il ritratto della moglie (1919), pastel, Milan

À Parme, ses huiles sur toile
- Il ritratto della madre (1892),
- Giulietta e Romeo,
- La faida di comune,
- La leggenda di Teodorico,
- Il mercante di stoviglie (1908)
- Nastagio degli Onesti,(1921),
- Il cavallo morente (1922)
- I quattro cavalieri dell’Apocalisse (1942),
- La raccolta del pomodoro (1925), Cassa di Risparmio,
- Il trasporto del latte (1925), Cassa di Risparmio,
  - Décoration à fresque de la Camera di Commercio de Parme (1925),
- Parma sotto gli Sforza (1908), fuzin et aquarelle, Camera di Commercio, Parme

Il a également illustré la Storia di Parma, de Tullo Bazzi et Umberto Benassi, édité par Luigi Battei, Parme, 1908.